# Patrick Cormack
Patrick Thomas Cormack, född 18 maj 1939 i Grimsby, Lincolnshire, död 24 februari 2024, var en brittisk konservativ politiker. Han var parlamentsledamot för valkretsen South Staffordshire från valet 1983 till 2010. Han invaldes första gången 1970, då för valkretsen Cannock. Han adlades 1995 med titeln baron Cormack, och var sedan 2010 medlem av det brittiska överhuset.